# Carretera Federal 30
La Carretera Federal 30 es una carretera mexicana que recorre los estados de Durango y Coahuila, tiene una longitud total de 478 km.
La carretera se divide en dos secciones discontinuos. La primera Sección recorre el estado de Durango, desde El Palmito hasta Bermejillo y tiene una longitud de 160 km.
La segunda sección recorre el estado de Coahuila, desde la ciudad de Torreón hasta Monclova, tiene una longitud de 318 km.
Las carreteras federales de México se designan con números impares para rutas norte-sur y con números pares para las rutas este-oeste. Las designaciones numéricas ascienden hacia el sur de México para las rutas norte-sur y ascienden hacia el Este para las rutas este-oeste. Por lo tanto, la carretera federal 30, debido a su trayectoria de este-oeste, tiene la designación de número par, y por estar ubicada en el Norte de México le corresponde la designación N° 30.

## Trayectoria

### Durango
Tramo 1 Longitud = 160 km
- El Palmito
- La Zarca – Carretera Federal 45
- Bermejillo – Carretera Federal 49

### Coahuila
Longitud = 318 km
- Torreón – Carretera Federal 40 y Carretera Federal 40D
- Francisco I. Madero
- Concordia
- San Pedro
- Cuatrociénegas de Carranza
- Sacramento
- San Buenaventura
- Monclova